# Agromyza distans
Agromyza distans är en tvåvingeart som beskrevs av Friedrich Georg Hendel 1931. Agromyza distans ingår i släktet Agromyza och familjen minerarflugor.
Artens utbredningsområde är Österrike. Inga underarter finns listade i Catalogue of Life.